# Adriana Kalska
Adriana Kalska (ur. 26 lutego 1986 w Słupsku) – polska aktorka, teatralna i filmowa, a także piosenkarka.

## Życiorys

### Rodzina i edukacja
Pochodzi z rodziny z tradycjami artystycznymi: jej dziadek był, a rodzice i wuj są bursztynnikami. Jako dziecko często przebywała w zakładzie ojca, w którym szlifowała bursztyny. Jej rodzeństwo również ma zmysł artystyczny – siostra Paulina jest architektem, a brat Paweł to student wzornictwa na ASP. 
W 2007, po dwóch latach nauki, porzuciła Studium Wokalno-Aktorskie im. Danuty Baduszkowej przy Teatrze Muzycznym w Gdyni, ponieważ dostała się do Państwowej Wyższej Szkoły Teatralnej im. Ludwika Solskiego w Krakowie, którą ukończyła w 2012.

### Kariera zawodowa
Na ekranie zadebiutowała w 2008 rolą w serialu Żołnierze wyklęci. W 2010 wystąpiła w teledysku do piosenki „Hardlakes” zespołu Indigo Tree. 1 listopada 2011 wystąpiła z utworem „Byłaś serca biciem” w 317. odcinku programu TVP2 Szansa na sukces poświęconym Andrzejowi Zausze. 
Zagrała Mariannę Kamper, jedną z głównych ról w serialu TVN Sama słodycz (2014). Od 2015 regularnie wciela się w postać Izabeli Chodakowskiej w serialu TVP2 M jak miłość.  W 2021 dostała główną rolę w serialu codziennym stacji TVN 7 Papiery na szczęście, w którym gra Martę Wiśniewską. Wystąpiła również w nowym teledysku promującym serial do utworu Lanberry „Plan awaryjny”. W 2018 zajęła czwarte miejsce w finale dziesiątej edycji programu rozrywkowego telewizji Polsat Twoja twarz brzmi znajomo.  5 września 2020 wystąpiła w koncercie „Odpowiednia pogoda na szczęście..., czyli nadzieje poetów” podczas drugiego dnia 57. Krajowego Festiwalu Piosenki Polskiej w Opolu.

## Życie prywatne
W latach 2018–2021 związana była z aktorem Mikołajem Roznerskim.

## Filmografia

### Seriale
| Rok       | Tytuł                | Rola                                                                       | Uwagi        |
| --------- | -------------------- | -------------------------------------------------------------------------- | ------------ |
| 2008      | Żołnierze wyklęci    |                                                                            | odc. 3       |
| 2011      | Ojciec Mateusz       | uczennica Ela                                                              | odc. 90      |
| 2012      | Hotel 52             | Lilka, koleżanka Adrianny                                                  | odc. 58      |
| 2013      | Hotel 52             | Daria Sulima                                                               | odc. 83      |
| 2014      | Sama słodycz         | Marianna Kamper                                                            | główna rola  |
| 2014      | Na dobre i na złe    | Natasza, siostra Tamary                                                    | odc. 557     |
| 2014      | Komisarz Alex        | Joasia Ostalska, dziewczyna Maćka Strychalskiego                           | odc. 67      |
| 2014      | Prawo Agaty          | Ewa Kozłowska                                                              | odc. 79, 80  |
| 2015      | Nie rób scen         | sprzedawczyni                                                              | odc. 2       |
| 2015      | Ojciec Mateusz       | Regina Górecka                                                             | odc. 162     |
| od 2015   | M jak miłość         | Izabela Chodakowska, była żona Marcina, matka Mai i przybrana matka Szymka | od odc. 1133 |
| 2016      | Singielka            | recepcjonistka w redakcji „Echa”                                           | odc. 121     |
| 2016      | O mnie się nie martw | Kamila, córka Urszuli                                                      | odc. 54      |
| 2021-2023 | Papiery na szczęście | Marta Wiśniewska                                                           | główna rola  |
| 2024      | Ojciec Mateusz       | Julia Czacka, żona Tomasza                                                 | odc. 412     |

### Filmy fabularne
| Rok  | Tytuł                                   | Rola                  | Reżyseria            |
| ---- | --------------------------------------- | --------------------- | -------------------- |
| 2015 | Hystera                                 | Olga                  | Michalina Przewdzing |
| 2018 | Baba Joga                               | Dorota                | Michalina Przewdzing |
| 2019 | Marek Edelman ...I była miłość w getcie | laborantka Fersztówna | Jolanta Dylewska     |
| 2020 | Asymetria                               | prokurator Kozłowska  | Konrad Niewolski     |

### Projekty internetowe
| Rok  | Tytuł             | Rola     | Uwagi   | Reżyseria                 |
| ---- | ----------------- | -------- | ------- | ------------------------- |
| 2016 | C.H.A.O.S.        | Afrodyta |         | Marek Hucz, Jan Jurkowski |
| 2018 | Wielkie konflikty | Afrodyta | odc. 25 | Marek Hucz, Jan Jurkowski |
| 2020 | #ZostańWdomu      | Dżess    | odc. 11 | –                         |

## Role teatralne
| Tytuł                                  | Autor sztuki      | Reżyseria            | Rola                | Scena                                                              | Data premiery       |
| -------------------------------------- | ----------------- | -------------------- | ------------------- | ------------------------------------------------------------------ | ------------------- |
| Fame (musical)                         | José Fernandez    | Jarosław Staniek     | studentka           | Teatr Muzyczny w Gdyni                                             | 5 maja 2007         |
| Piosenki rosyjskie                     | Beata Fudalej     | Beata Fudalej        |                     | Bielański Ośrodek Kultury                                          | 2010                |
| Monty python. Piosenki dla odklejonych | Beata Fudalej     | Beata Fudalej        |                     | Kinoteatr Uciecha                                                  | 2010                |
| Śluby                                  | Aleksander Fredro | Wojciech Kościelniak | Klara/Diabeł        | Akademia Sztuk Teatralnych im. Stanisława Wyspiańskiego w Krakowie | 22 stycznia 2011    |
| Damy i Huzary                          | Aleksander Fredro | Jerzy Trela          | Orgonowa/Fruzia     | Akademia Sztuk Teatralnych im. Stanisława Wyspiańskiego w Krakowie | 2011                |
| Krainer                                | Thomas Bernhard   | Jan Zmit             | siostra             | Produkcja Artystyczna                                              | 27 maja 2012        |
| Panna Julia w Jerozolimie              | August Strindberg | Mariusz Bogdanowicz  |                     |                                                                    | 2013                |
| Dwie morgi utrapienia                  | Marek Rębacz      | Marek Rębacz         | Krysia              | Teatr Rębacz                                                       | 1 października 2015 |
| Atrakcyjny pozna panią…                | Marek Rębacz      | Marek Rębacz         | Mariolka            | Teatr Rębacz                                                       | 1 października 2016 |
| Kłamstwo (Le Mensonge)                 | Florian Zeller    | Wojciech Malajkat    | Laurence            | Miejski Ośrodek Kultury w Nowym Sączu                              | 8 września 2017     |
| Piękna Lucynda                         | Marian Hemar      | Eugeniusz Korin      | Lucynda Wahadłowska | Teatr 6. piętro                                                    | 22 czerwca 2019     |
| Boeing Boeing                          | Marc Camoletti    | Marcel Wiercichowski | stewardessa Jola    | Teatr Polski we Wrocławiu                                          | 12 listopada 2021   |

## Nagrody
- Nagroda Zespołowa dla studentów PWST w Krakowie na I Festiwalu Inspiracji Fredrowskich „Mocium Panie” w Krośnie[9].